# عبد الرحمن محمد (مغني)
عبد الرحمن محمد مغنٍ ومصور فيديو سعودي من مواليد المدينة المنورة، اشتهر بغناء القصائد العربية الفصحى مستخدمًا معها الموسيقى الغربية. وهو حاصل على جائزة «الموسيقى» من مبادرة الجوائز الثقافية الوطنية عام 2023.

## بدايات
انطلق عبد الرحمن محمد من برنامج سوبر ستار في عام 2004 ووصل إلى المراحل النهائية، إلا أنه انقطع بعد ذلك لاكمال دراسته العليا في الأفلام الوثائقية.
أنشأ مع مجموعة من أصدقائه قناة على اليوتيوب يطمح من خلالها تقديم فن مستقل يحظى بتقدير ودعم الجمهور، وتعينه على ملاحقة حلم تكوين شخصية فنية مبتكرة وفريدة.

## المؤهلات
- حصل على درجة الماجستير في الممارسات الوثائقية من جامعة برونيل غرب لندن عام 2011.
- حصل على درجة البكالوريوس في الإعلام المرئي من جامعة الملك عبد العزيز في مدينة جدة.[5]

## مشاركات
- شارك في مهرجان قرطاج الدولي عام 2017 في تونس.[6]
- حفلة غنائية في الكويت عام 2016.
- حفلة غنائية في مصر عام 2017.
- حفلة غنائية في السعودية - المنطقة الشرقية عام 2018

## أعمال
له العديد من الأغاني التي أشتهر بها مثل :
- أصابك عشق
- بروحي فتاة
- لما بدا لي
- لما التقينا
- حبيبي على الدنيا
- يا من هواه
- قولوا لها
- لما تلاقينا
- مغرم
- حبيتك أنا
- يامن اليه المشتكي
- وأمر ما لقيت من ألم الهوى
- شبيهك
- حبك عذاب
- صلوا على خير الانام
- هذه الدنيا شراع
- سلام
- سكون
- آه يا جاني
- روح
- البارحه بالحلم
- همت

## الجوائز
جائزة «الموسيقى» من مبادرة الجوائز الثقافية الوطنية في دورتها الثالثة 2023.

## وصلات خارجية
- أغنية أصابك عشق
- قناة عبد الرحمن محمد على اليوتيوب
- من هو عبد الرحمن محمد
- الفنان عبد الرحمن محمد أصاب جمهور قرطاج بسهام عشق عربية
- شعرنا القديم مع الموسيقى «حياة» لا تسعها الحياة